# هیرو هایاما
هیرو هایاما (انگلیسی: Hiro Hayama؛ زادهٔ ۱۰ آوریل ۱۹۷۵) بازیگر و مانکن اهل ژاپن است.
از فیلم‌ها یا برنامه‌های تلویزیونی که وی در آن نقش داشته‌است، می‌توان به جزیره اسرارآمیز، لله‌های اجباری، ققنوس وارد می‌شود و مدالیون اشاره کرد.